# 11. korpus (Avstro-Ogrska)
11. korpus (nemško 11. Korps) je bil korpus avstro-ogrske skupne vojske, ki je bil aktiven med prvo svetovno vojno.

## Zgodovina
Ob pričetku prve svetovne vojne je bil korpus zadolžen za področje Vzhodne Galicije in Bukovino.
Naborni okraj korpusa je obsegal Breschan, Črnovice, Chortkiv, Kolomyia, Ivano-Frankivsk, Ternopil, Zolochiv in Lvov.
Aprila 1918 je bil korpus preoblikovan v 7. generalno poveljstvo.

## Organizacija
April 1914
- 11. pehotna divizija
- 30. pehotna divizija
- 4. konjeniška divizija
- 8. konjeniška divizija
- 11. poljskoartilerijska brigada
- 11. oskrbovalna divizija

## Poveljstvo
Poveljniki (Kommandanten)
- Franz von Schulzig: november 1849 - november 1850
- Franz Colloredo-Mansfeld: november 1850 - maj 1852
- Ferdinand von Schirnding (v.d.): maj - avgust 1852
- Eduard von Wengersky von Ungerschütz: avgust 1852 - junij 1856
- Felix Jablonowski: junij 1856 - april 1857
- nadvojvoda Ernst Avstrijski: april 1857 - april 1859
- Johann Coronini von Cronberg: april - maj 1859
- Valentin Veigl von Kriegeslohn: maj - oktober 1859

- ukinjeno
- Wilhelm von Württemberg: januar 1883 - september 1889
- Ludwig zu Windisch-Graetz: september 1889 - marec 1895
- Hans von der Schulenburg: marec 1895 - maj 1898
- Ferdinand Fiedler: maj 1898 - november 1905
- Rudolf von Brudermann: november 1905 - julij 1906
- Karl von Auersperg: julij 1906 - marec 1909
- Franz Schoedler: marec 1909 - oktober 1911
- Desiderius Kolossváry von Kolosvár: oktober 1911 - september 1914
- Stefan Ljubicic: september 1914 - marec 1915
- Ignaz von Korda: marec 1915 - julij 1916
- Hugo von Habermann: julij 1916 - april 1918

- ukinjeno in preoblikovano: april - junij 1918
- Hugo von Habermann: junij - november 1918

Načelniki štaba (Stabchefs)
- Franz Kuhn von Kuhnenfeld: november 1849 - julij 1855
- Eduard Bartels von Bartberg: julij 1855 - marec 1856
- Johann von Schnetter: marec 1856 - april 1857
- John Keppel: april 1857 - april 1859
- Johann Wagner: april - oktober 1859
- Johann von Samonigg: januar 1883 - oktober 1884
- Maximilian von Thyr: oktober 1884 - oktober 1886
- Felix von Orsini und Rosenberg: oktober 1886 - februar 1890
- Ludwig Fischer-Colbrie: februar 1890 - september 1896
- Karl von Pflanzer-Baltin: oktober 1896 - marec 1903
- Friedrich Gerstenberger von Reichsegg und Gerstberg: marec 1903 - april 1908
- Maximilian Csicserics von Bacsány: april 1908 - april 1911
- Franz Riml: april 1911 - maj 1915
- Friedrich von Beck-Rzikowsky: maj - julij 1915
- Josef Trauttweiler von Sturmheg: julij 1915 - julij 1916
- Otto Redlich von Redensbruck: julij - november 1916
- Oskar von Jaeger: november 1916 - november 1917
- Maximilian von Randa: november 1917 - april 1918
- Friedrich Buley: april - november 1918